# Retortamonas
Genre
Retortamonas  est un des deux genres de Retortamonadidae avec Chilomastix.
Mais ce groupe pourrait s'avérer paraphylétique.

## Liste des espèces
- Retortamonas agilis
- Retortamonas alexeieffi
- Retortamonas arae
- Retortamonas belostomae
- Retortamonas blattae
- Retortamonas boae
- Retortamonas bradypi
- Retortamonas caudatus
- Retortamonas caviae
- Retortamonas cheloni
- Retortamonas cuniculi
- Retortamonas dobelli
- Retortamonas gryllotalpae
- Retortamonas hodotermitis
- Retortamonas intestinalis
- Retortamonas kirbii
- Retortamonas masoodi
- Retortamonas mitrula
- Retortamonas ovis
- Retortamonas pericopti
- Retortamonas phyllophagae
- Retortamonas saurarum
- Retortamonas sinensis
- Retortamonas termitis
- Retortamonas testudae
- Retortamonas wenrichi